# Hrabstwo Mariposa
Hrabstwo Mariposa (ang. Mariposa County) – hrabstwo w stanie Kalifornia w Stanach Zjednoczonych. Obszar całkowity hrabstwa obejmuje powierzchnię 1462,79 mil² (3788,61 km²). Według szacunków United States Census Bureau w roku 2009 miało 17 792 mieszkańców.
Hrabstwo powstało w 1850 roku. Na jego terenie znajduje się
- CDP: Mariposa, Bear Valley, Bootjack, Buck Meadows, Catheys Valley, Coulterville, El Portal, Fish Camp, Greeley Hill, Hornitos, Lake Don Pedro, Midpines, Wawona, Yosemite Valley.